# 李澻
李澻（1522年—？），字世田，號左川，直隸河間府景州人，民籍，明朝政治人物。

## 生平
嘉靖十九年（1540年）庚子科順天府鄉試第五名舉人。嘉靖三十五年（1556年）中式丙辰科三甲第一百三十二名進士。都察院观政，授山西长治县知县，四十年六月考选礼科给事中，四十四年復除吏科，十二月升户科右，四十五年升礼科左，闰十月升四川按察司副使，疏請致仕。

## 家族
曾祖李士昌；祖父李景；父李鉞，贈长治县知县。前母邢氏；母王氏，封太孺人。兄李清、李源。